# ᵱ
ᵱ, appelé p tilde médian, est une lettre latine auparavant utilisée dans l'alphabet phonétique international.

## Représentations informatiques
Le p tilde médian peut être représenté avec le caractère Unicode suivant (Extensions phonétiques) :
| formes    | représentations | chaînes de caractères | points de code | descriptions                           |
| --------- | --------------- | --------------------- | -------------- | -------------------------------------- |
| minuscule | ᵱ               | ᵱ                     | U+1D71         | lettre minuscule latine p tilde médian |

Avant le codage de U+1D71 dans Unicode, le p tilde médian pouvait être composé approximativement avec les caractères suivants (latin de base, diacritiques) :
| formes    | représentations | chaînes de caractères | points de code | descriptions                                       |
| --------- | --------------- | --------------------- | -------------- | -------------------------------------------------- |
| minuscule | p̴               | p◌̴                    | U+0070 U+0334  | lettre minuscule latine p diacritique tilde médian |